# Tabanus nefas
Tabanus nefas är en tvåvingeart som beskrevs av Usher 1971. Tabanus nefas ingår i släktet Tabanus och familjen bromsar.
Artens utbredningsområde är Zimbabwe. Inga underarter finns listade i Catalogue of Life.